# Róbert László (biokémikus)
Róbert László (Budapest, 1924. október 24. – Franciaország, 2018. január 5.) franciaországi magyar fiziológus, biokémikus; a Magyar Tudományos Akadémia tagja (k: 1995). A francia Biokémiai és Molekuláris Biológiai Társaság, a brit Biokémiai Társaság, az Amerikai Kémiai Egyesület, a New York-i Tudományos Akadémia és az Amerikai Tudományos Eredmények Akadémiájának tagja volt.

## Életpályája
1942–1944 között gyakornok volt a budapesti Irgalmas-rendi Kórház Biológiai-Mikrobiológiai Laboratóriumában. 1944–1948 között a budapesti Biokémiai Intézetben dolgozott Straub F. Brunó professzor mellett. 1944–1945 között a Szegedi Orvostudományi Egyetem hallgatója volt. 1945–1946 között Marosvásárhelyen tanult. 1946–1948 között Budapesten tanult. 1948-ban elhagyta Magyarországot; Párizsban telepedett le. 1949–1959 között a Párizsi Orvosi Egyetem Biokémiai Intézetének munkatársa volt. 1950-től a Nemzeti Tudományos Kutató Központ (CNRS) munkatársa, 1974–1994 között kutatási igazgatója volt. 1953-ban a Párizsi Orvosi Egyetem hallgatója volt; itt MD fokozatot szerzett. 1959–1960 között az Illinois-i Egyetemen ösztöndíjas volt. 1960–1961 között a Columbia Egyetemen dolgozott. 1962–1966 között a Francia Orvosi Kutató Tanács Immunbiológiai Intézetében a biokémiai laboratóriumot vezette. 1966-ban megalapította a Párizsi Orvosi Egyetemen a Kötőszövet-biokémiai Kutató laboratóriumot. 1977-ben a Lille-i Egyetemen tanult; itt PhD fokozatot kapott. 1991-től a SOTE díszdoktora volt. 1994-ben nyugdíjba vonult. 1995-től a Magyar Tudományos Akadémia külső tagja volt. 1995–1997 között a párizsi egyetem sejtbiológiai tanszékén a kötőszövet-kutatási csoport vezetője volt. 1996-tól az Észak-Rajna Vesztfália-i Tudományos Akadémia 
levelező tagja volt. 1998-tól a Párizsi Egyetem Orvostudományi Karán a Hotel Dieu Kórház Oftamológiai Kutató Intézetében dolgozott.

### Munkássága
Kutatási területe az extracelluláris mátrix biológiája. Megközelítőleg 960 tudományos közlemény szerzője volt. 1965-ben találkozott Verzár Frigyes fiziológia professzorral, aki nagy hatással volt rá. Más magyar tudósok is nagy hatással voltak pályájára, többek közt Haranghy László, Baló József professzor és felesége, Banga Ilona. Hét monográfiát írt az öregedés biológiájáról. 11 könyve jelent meg a kötőszöveti kutatásairól.

## Családja
Szülei: Róbert Lajos és Bárdos Erzsébet voltak. 1949–1974 között Klinger Borbála volt a felesége. Három gyermekük született: Marianne (1952), Catherine (1958) és Elisabeth (1964). 1976-ban házasságot kötött Jacqueline Labat-tal.

## Művei
- Mechanismes cellulaires et moléculaires du vieillissement (Az öregedés sejttani és molekuláris mechanizmusai) (Masson, Paris, 1983)
- Le vieillissement du Cerveau et Démences (Az agyi öregedés és a demenciák) (Flammarion, Paris, 1988)
- Les horloges Biologiques (Biológiai órák) (Flammarion, Paris, 1989)
- Elastin and Elastases (Az elasztin és az elasztázok, 1989)
- Le vieillissement de l’Homme à la cellule (Az öregedés, embertől a sejtig) (Belin-CNRS, Paris, 1994)
- Le vieillissement Faits et Théories (Öregedés: Tények és elméletek) (Flammarion, 1995)
- Les Temps de la Vie (Az élet idejei) (Flammarion, 2002)
- Bio-Logiques du viellissement (2004, Klimé, Paris) (Az öregedés bio-logikája)
- a Les secrets de la longevité (2008)
- A hosszú élet titkai (2010)

## Díjai
- Tudományos Újságírók különdíja (Franciaország, 1965)
- Reis-díj (1970)
- Verzar-érem (1994)
- Novartis-díj (1997)